# Википедија на грчком језику
Википедија на грчком језику (грч. Ελληνική Βικιπαίδεια) је грчка верзија Википедије, слободне енциклопедије, која данас има 253.199 чланака и заузимала је на листи википедија 46. место.
Ова енциклопедија је покренута 1. децембра 2002. године. Такође, за ову википедију је значајан датум 16. мај 2006. јер је тада добила свој десетхиљадити чланак.
Највећи промотери ове википедије су били корисници: Optim, Gkastel и Leonariso који су у међувремену престали да буду активни. Први бирократа је био корисник Ank.